# زولندر ۲
زولندر ۲ (به انگلیسی: Zoolander 2) فیلمی است محصول سال ۲۰۱۶ و به کارگردانی بن استیلر است. در این فیلم بازیگرانی همچون بن استیلر، اوون ویلسون، ویل فرل، پنه‌لوپه کروز، کریستن ویگ، جاستین ثرو، فرد ارمیسن، کایل مانی، میلا یوویچ، بندیکت کامبربچ، ناتان لی گراهام و کریستین تیلور ایفای نقش کرده‌اند. این فیلم دنباله فیلم زولندر است.

## داستان
در مد اینترپل ، یک مامور مخفی، والنتینا والنسیا بیان آخرین تصاویر خوانندگان پاپ که اخیراً ترور شده‌اند را بررسی می‌کند و معتقد است که آنها با ظاهر برجسته درک زولندر، "استیل آبی" مطابقت دارند. یک فلاش بک نشان می دهد که مرکز درک زولندر برای کودکانی که نمی توانند خوب بخوانند سقوط کرد و ماتیلدا جفریس کشته شد و هانسل مک دونالد دو روز پس از وقایع فیلم اول مجروح شد. درک بعداً حضانت پسرش درک زولندر جونیور را از دست داد و بازنشستگی خود را از مدلینگ و پس از آن گوشه گیری کرد.
درک اکنون به تنهایی در "شمال شمالی" نیوجرسی زندگی می کند. بیلی زین به دیدار وی می‌رود و او را به نمایش مد خانه آتوز توسط «ملکه مد لباس بالا»، الکسانیا آتوز، دعوت می‌کند و او را متقاعد می‌کند که به سبک زندگی عادی بازگردد تا حضانت پسرش را دوباره به دست آورد. در "مناطق ناشناخته مالیبو "، هانسل پس از شام به خانه خود باز می گردد و با عیاشی او متوجه می شود که همه آنها باردار هستند و او پدر است. بعداً همان دعوت زین به او داده می شود.
در نمایش مد، درک و هانسل با تعجب متوجه می شوند که دنیای مد در حال تغییر اکنون تحت سلطه افرادی مانند دان آتاری و غیر باینری All است. آنها را با لباس های "قدیمی" و "لنگ" روی باند فرودگاه قرار می دهند و با یک سطل بزرگ آلو خشک می شوند. پس از آن، الکسانیا عملکرد آنها را تبریک می گوید.
درک و هانسل پس از اتحاد مجدد توسط والنتینا تعقیب می شوند و از آنها می خواهد که به پلیس بین الملل کمک کنند تا چه کسی پشت این ترورهای سیستماتیک است. درک با کمک والنتینا متوجه می شود که پسرش در یک یتیم خانه محلی زندگی می کند. آنها او را پیدا می کنند، اما درک از چاقی پسرش پریشان است. بعد از اینکه روح ماتیلدا از او می خواهد که از پسرشان محافظت کند، هانسل درک را متقاعد می کند که درک جونیور را بپذیرد. پس از ملاقات با مدیر مدرسه، درک پسرش را به اطراف رم می برد. با این حال درک جونیور از پدرش ناراضی می شود و به یتیم خانه برمی گردد.
هانسل یک تماس ناشناس دریافت می کند و از او می خواهد که نیمه شب به کلیسای سنت پیتر سفر کند. او، درک و والنتینا به کلیسا می‌روند و با استینگ ملاقات می‌کنند ، او داستان آدم و حوا و استیو را برایشان تعریف می‌کند، رازی که بسیاری از ستاره‌های موسیقی پاپ برای محافظت از آن جان باخته‌اند. گفته می‌شود که استیو جد مشترک همه مدل‌ها است و او و نزدیک‌ترین نوادگانش (درک جونیور) نسل خونی فواره‌ی جوانی را دارند. درک به یتیم خانه برمی گردد، اما متوجه می شود که در حال خراب شدن است و پسرش و مدیر مدرسه رفته اند.